# Aline Batailler
Aline Batailler (26 de octubre de 1965) es una deportista francesa que compitió en judo. Ganó una medalla de bronce en el Campeonato Mundial de Judo de 1989, y una medalla de bronce en el Campeonato Europeo de Judo de 1989.

## Palmarés internacional
| Campeonato Mundial | Campeonato Mundial    | Campeonato Mundial | Campeonato Mundial |
| Año                | Lugar                 | Medalla            | Categoría          |
| ------------------ | --------------------- | ------------------ | ------------------ |
| 1989               | Belgrado (Yugoslavia) | Medalla de bronce  | –72 kg             |
| Campeonato Europeo |                       |                    |                    |
| Año                | Lugar                 | Medalla            | Categoría          |
| 1989               | Helsinki (Finlandia)  | Medalla de bronce  | –72 kg             |